# Шарпило, Пётр Демьянович
Пётр Демьянович Шарпило (1926, Пушкари, Глуховский округ — 5 декабря 1944, Венгрия) — командир отделения 1-го стрелкового полка 99-й стрелковой дивизии 46-й армии 2-го Украинского фронта, старший сержант. Герой Советского Союза.

## Биография
Родился в 1926 году в селе Пушкари ныне Новгород-Северского района Черниговской области Украины в крестьянской семье. Украинец.
В Красной Армии с января 1944 года. В действующей армии с ноября 1944 года.
Командир отделения 1-го стрелкового полка старший сержант Пётр Шарпило в числе первых переправился через реку Дунай 4 декабря 1944 года в районе населённого пункта Мариахаза, расположенного севернее венгерского города Эрчи.
5 декабря 1944 года отважный воин заменил выбывшего из строя командира взвода и организовал атаку вражеского опорного пункта. В этом бою старший сержант Шарпило П. Д. погиб. Похоронен на кладбище советских воинов в городе Эрчи.
Указом Президиума Верховного Совета СССР от 24 марта 1945 года за образцовое выполнение боевых заданий командования на фронте борьбы с немецко-вражеским захватчиками и проявленные при этом мужество и героизм старшему сержанту Шарпило Петру Демьяновичу посмертно присвоено звание Героя Советского Союза.

## Награды
Награждён орденами Ленина, Славы 3-й степени, медалью.

## Память

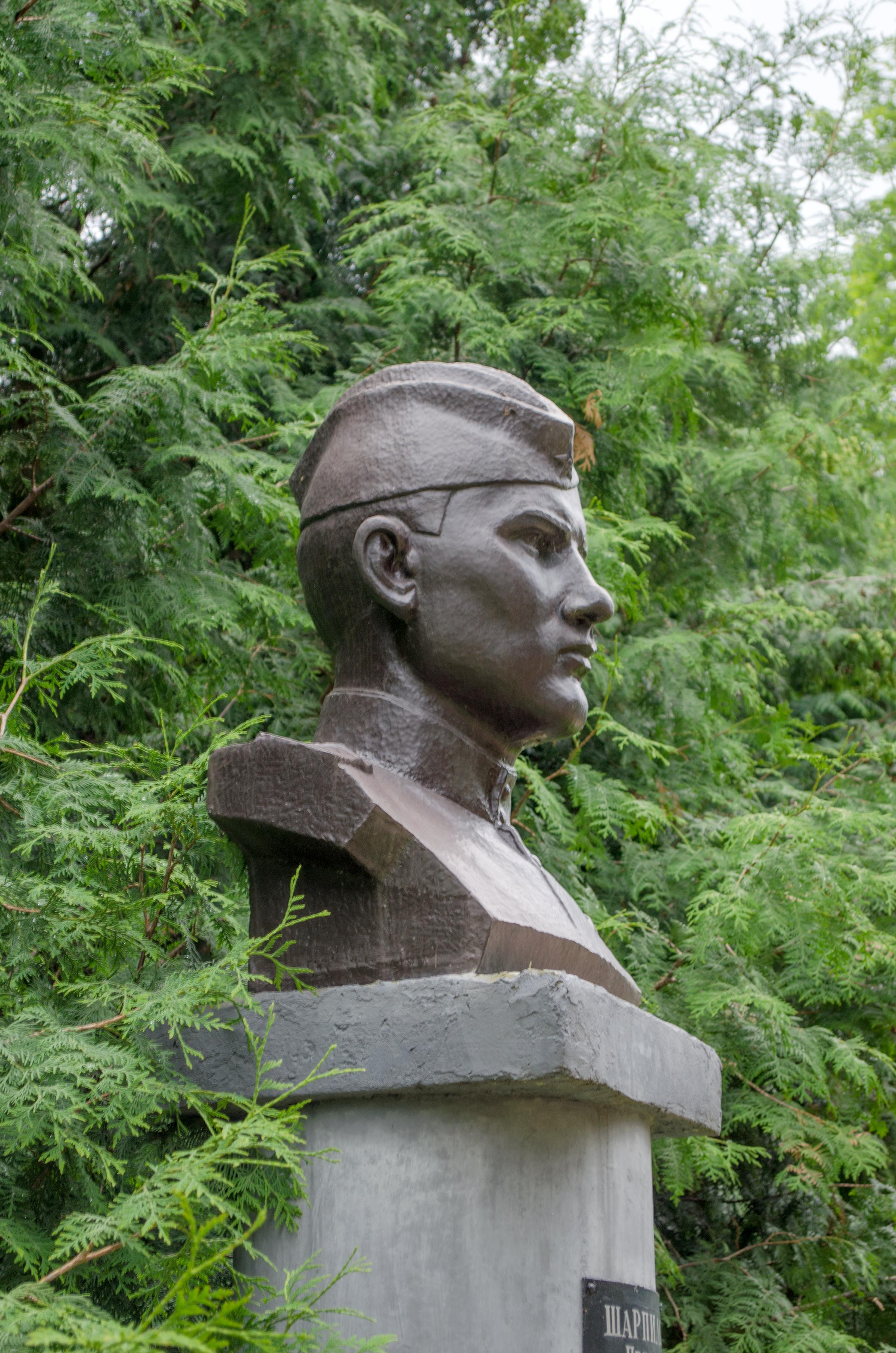
Бюст Шарпило П. Д. в городе Новгород-Северский

Имя Героя носит Пушкарёвская школа Новгород-Северского района Черниговской области Украины и улица в городе Новгород-Северский.
Бюст Героя Советского Союза П. Д. Шарпило установлен в городе Новгород-Северский на Аллее Славы парка имени Тараса Шевченко, среди бюстов Героев — уроженцев Новгород-Северского района.